# Sandrine Vandionant
Sandrine Vandionant, née le 18 septembre 1980, est une archère française.
Membre de l'équipe de France féminine de tir à l'arc, elle est médaillée d'argent en arc à poulie par équipe aux Championnats du monde de tir à l'arc 2003, médaillée de bronze en arc à poulie par équipe aux Championnats du monde de tir à l'arc 2013.